# Linda Muir
Linda Muir je kanadská kostýmní návrhářka, která vytváří kostýmny pro divadlo, televizi i film. Je známá pro své důkladné historické rešerše. Pracovala zatím na všech filmech (Čarodějnice, Maják, Seveřan, Nosferatu) režiséra Roberta Eggerse, který je známý svou snahou o co největší historickou autenticitu.

## Kariéra
Na počátku 80. let získala grant Kanadské rady, díky němuž působila jako hostující návrhářka v divadle Half Moon Theatre v Londýně. Věnovala se také kostýmnímu výzkumu ve Victoria and Albert Museum v Londýně a pokračovala ve studiu v Římě, Florencii a Benátkách. Po návratu do Toronta se připojila k produkčnímu týmu populárního dětského pořadu stanice CBC Sharon, Lois & Bram's Elephant Show (1984–1988). Navrhovala kostýmy pro film Atoma Egoyana Exotica (1994) a pro film Lilies – Les feluettes (1996) Johna Greysona, pro který vytvořila plesové šaty pro herce Rémyho Girarda. K tomuto projektu sdělila, že její prací „nebylo oblékat muže do ženských šatů, ale vytvořit (ženské) kostýmy pro mužská těla”. Za oba filmy získala cenu Genie Award za Nejlepší kostýmy. Oba filmy vyhrály i v kategorii Nejlepší film. Muir byla také nominována za nejlepší kostýmy pro film Patricie Rozemy When Night Is Falling (1995). Navrhla kostýmy pro filmy Cold Comfort (1989), Long Day's Journey into Night (1996), Jacoba Two-Two and the Hooded Fang (1999), Třicet dva krátkých filmů o Glennu Gouldovi (1993), Samotáři v New Yorku (1998) a Mulroney: The Opera (2011). V roce 2002 získala nominaci na cenu Gemini za vynikající kostýmy pro televizní film Torzo: Příběh Evelyn Dick.
V roce 2016 byla nominována na cenu Seattle Film Critics Society Awards za nejlepší kostýmy pro film Čarodějnice Roberta Eggerse. S Eggersem spolupracovala i na jeho dalších filmech Maják (2019), Seveřan (2022) a Nosferatu (2024).
Kromě práce pro film navrhla kostýmy pro řadu divadelních představení. Získala cenu Dora za vynikající kostýmy pro původní inscenaci Tamara (1981) v divadle Strachan House v Torontu a za vynikající kostýmy pro hru Daniela Brookse Jump (1992) v divadle Passe Muraille. Navrhla také kostýmy pro mnoho televizních pořadů, včetně seriálů a speciálů.

## Ocenění
| Rok  | Cena                                  | Kategorie                                   | Film                                | Výsledek  | Ref.  |
| ---- | ------------------------------------- | ------------------------------------------- | ----------------------------------- | --------- | ----- |
| 1994 | Genie Award                           | Nejlepší počin v oblasti kostýmního designu | Exotica                             | vítězství | [ 2 ] |
| 1995 | Genie Award                           | Nejlepší počin v oblasti kostýmního designu | When Night Is Falling               | nominace  |       |
| 1996 | Genie Award                           | Nejlepší počin v oblasti kostýmního designu | Lilies – Les feluettes              | vítězství |       |
| 1999 | Genie Award                           | Nejlepší počin v oblasti kostýmního designu | Jacob Two Two Meets the Hooded Fang | nominace  |       |
| 2002 | Gemini Award                          | Nejlepší kostýmy                            | Torzo: Příběh Evelyn Dick           | nominace  |       |
| 2016 | Seattle Film Critics Society          | Nejlepší kostýmy                            | Čarodějnice                         | nominace  |       |
| 2016 | Las Vegas Film Critics Society Awards | Nejlepší kostýmy                            | Čarodějnice                         | vítězství | [ 3 ] |
| 2025 | Cena akademie                         | Nejlepší kostýmy                            | Nosferatu                           | nominace  |       |